# Parcul din Hotin
Parcul din Hotin (în ucraineană Хотинський парк) este un parc și monument al naturii de tip peisagistic de importanță locală din raionul Hotin, regiunea Cernăuți (Ucraina), situat în partea centrală a orașului Hotin (str. Sviato-Pokrovskaia). Este administrat de Departamentul de locuințe și utilități din oraș.
Suprafața ariei protejate constituie 4 hectare, fiind creată în anul 1979 prin decizia comitetului executiv regional. Statutul a fost acordat pentru protejarea parcului fondat în 1860. Aproximativ 20 de specii de copaci cresc aici, inclusiv 5 specii enumerate în Cartea Roșie a Ucrainei.